# Zwölfjähriger Waffenstillstand

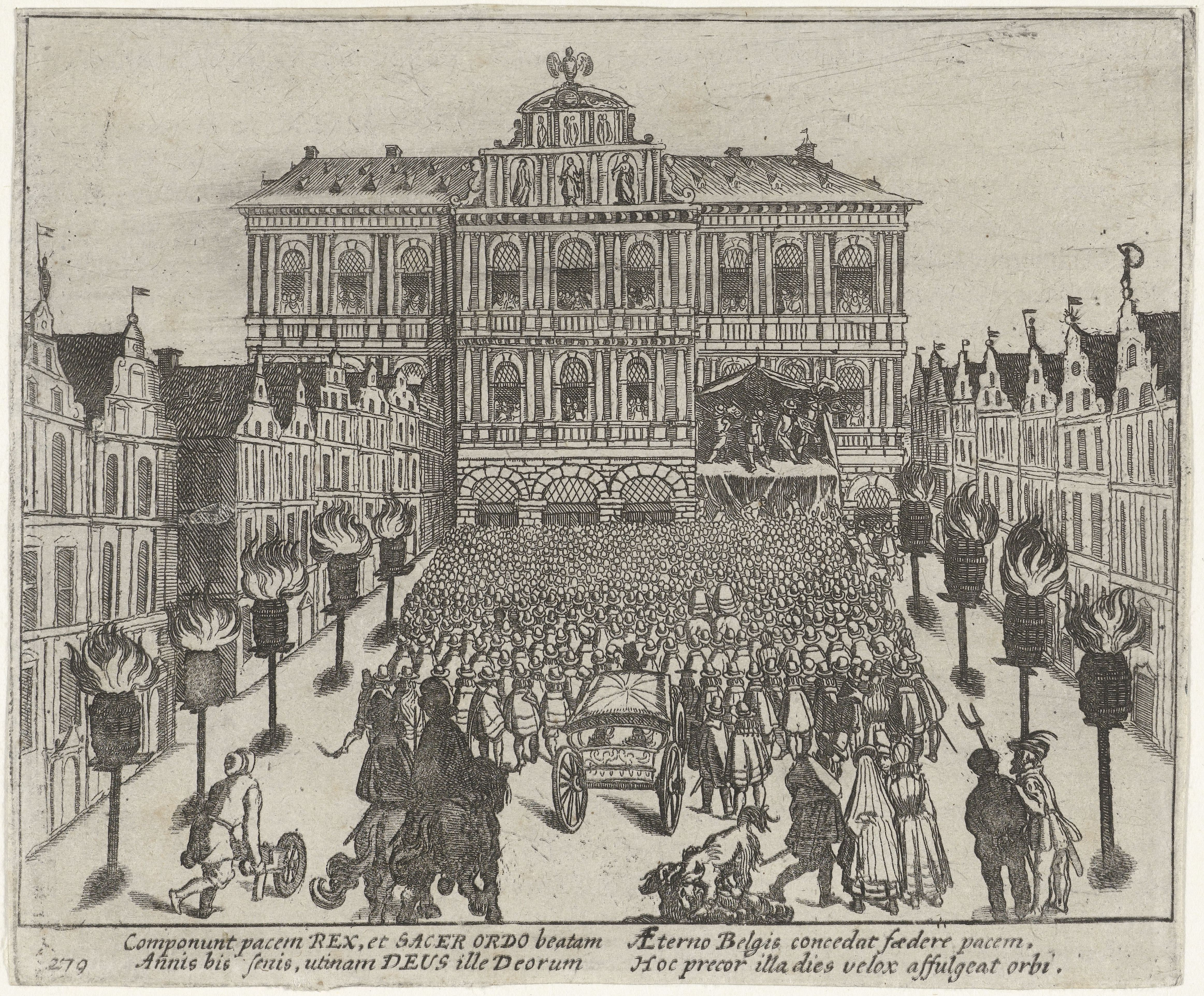
Der Waffenstillstand wird vom Antwerpener Rathaus verkündet. (Simon Frisius)

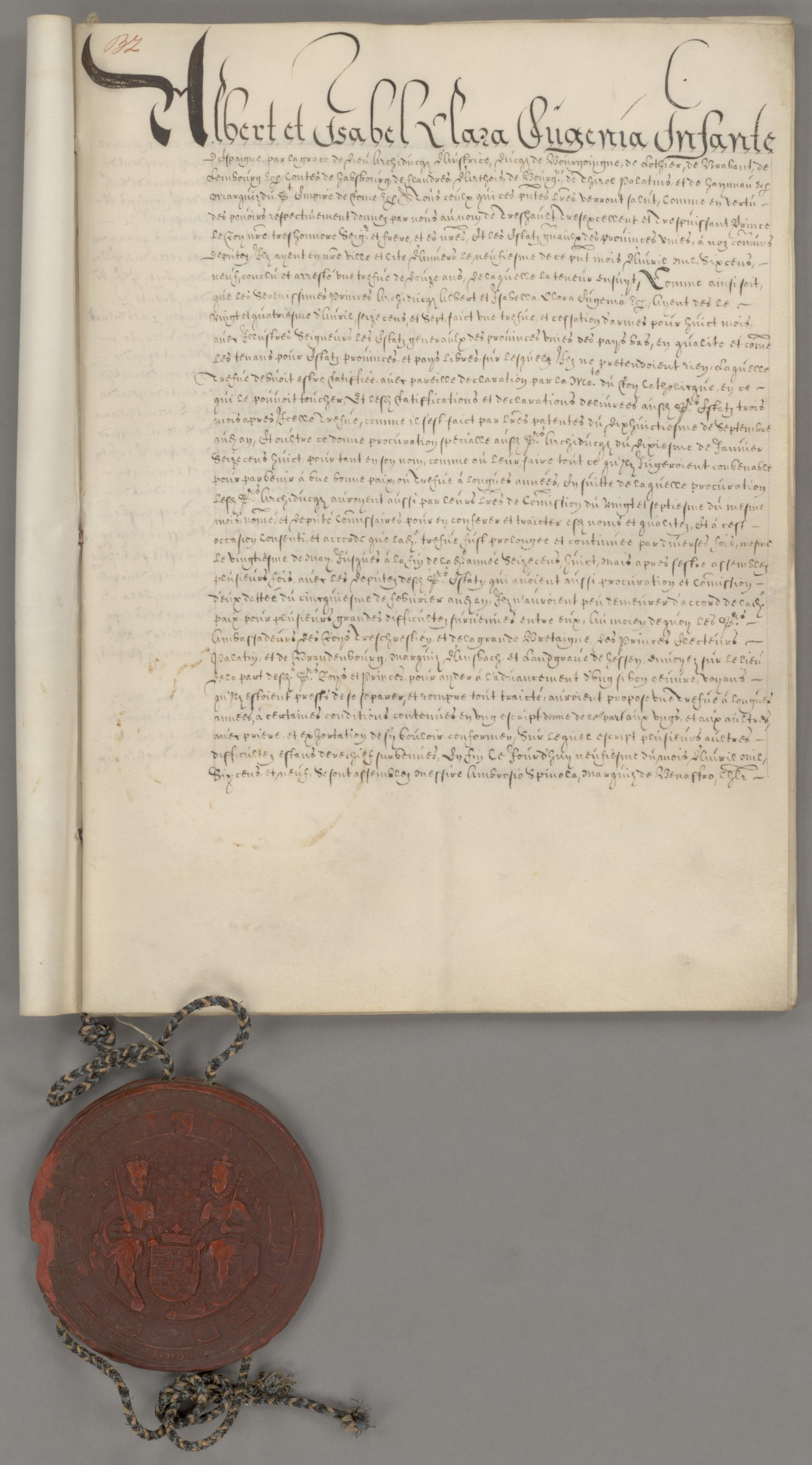
Vertrag von Antwerpen

Der Zwölfjährige Waffenstillstand (niederländisch: Twaalfjarig Bestand oder Treves) war ein Zeitabschnitt von zwölf Jahren, während dessen im Achtzigjährigen Krieg ein Waffenstillstand eingehalten wurde. Zwischen der Republik der Sieben Vereinigten Provinzen und den Habsburgischen Niederlanden (juristisch abhängig vom Spanischen Kolonialreich) wurde nicht oder kaum gekämpft. Der Waffenstillstand galt von 1609 bis 1621. Spanien erkannte im vorläufigen Waffenstillstand von 1607 de facto und 1609 auf Drängen Johan van Oldenbarnevelts auch de jure die Souveränität der Republik an. England und Frankreich folgten 1609. Der Vertrag selbst wird, vor allem außerhalb der Niederlande, auch als Vertrag von Antwerpen bezeichnet.
Im Jahr 1621 wurden die Kampfhandlungen wieder aufgenommen. Die Gründung der Niederländischen Westindien-Kompanie datiert aus dem gleichen Jahr.

## Vorgeschichte

### Erfolge der Aufständischen
Seit dem Jahr 1568 befanden sich die aufständischen Niederlande im Krieg mit Spanien, dem Achtzigjährigen Krieg. Dieser Konflikt war ein Religionskrieg, gleichzeitig aber auch ein Ringen um Autonomie oder Privilegien des niederländischen Adels, der Städte und Provinzen auf politischem und finanziellem Terrain angesichts der zentralistischen und absoluten spanischen Monarchie. Nachdem eine Versöhnung unmöglich schien, erklärte sich das von den aufständischen Generalstaaten beherrschte Gebiet durch die Unterzeichnung des Plakkaat van Verlatinghe 1581 für unabhängig und schließlich 1588 zur Republik. Diese Periode (1579–1588) bezeichnet man in den Niederlanden als die „neun Jahre des Herzogs von Parma“ (Parma’s negen jaren): Die Rebellen erlitten empfindliche Niederlagen und verloren beinahe die ganzen Südlichen Niederlande mit den wichtigen Städten Antwerpen und Brüssel (1585) und nach dem Verrat von Rennenberg (1580) ein großes Gebiet im Nordosten. 1584 wurde der mächtigste Militärführer der Aufständischen, Wilhelm von Oranien, ermordet.
Das Blatt wendete sich jedoch 1588 durch die Zerstörung der Spanischen Armada. In den sogenannten Zehn Jahren (1588–1598) erzielte die Republik große Erfolge. Das war unter anderem der politischen Führung des Landesadvokaten (landsadvocaat) Johan van Oldenbarnevelt und des Statthalters und Militärführers Moritz von Nassau (später Prinz von Oranien) und seines Neffen Wilhelm Ludwig von Nassau-Dillenburg zu verdanken. Für die Niederländische Republik war es ein schwerer und zäher Zermürbungskrieg, aber gleichzeitig profitierte der überseeische Handel schnell von der Situation. Bis dahin sah die Politik deshalb gar keinen Grund, in Friedensverhandlungen einzutreten. Die spanischen Truppen wurden aus dem Norden und Osten völlig vertrieben, wodurch ein zusammenhängendes, ziemlich gesichertes Gebiet entstand. Dieser niederländische Erfolg wurde möglich, weil sich Spanien durch den Krieg mit Frankreich in einem Zweifrontenkrieg befand. 1596 schloss sich die Republik außerdem mit Frankreich und England zu einem Dreierbündnis gegen Spanien zusammen, damit erlangte die Republik de facto erste diplomatische Anerkennung. Frankreich schied jedoch aus der Allianz aus und schloss am 2. Mai 1598 mit Spanien den Frieden von Vervins.

### Abtretungsakte (1598)

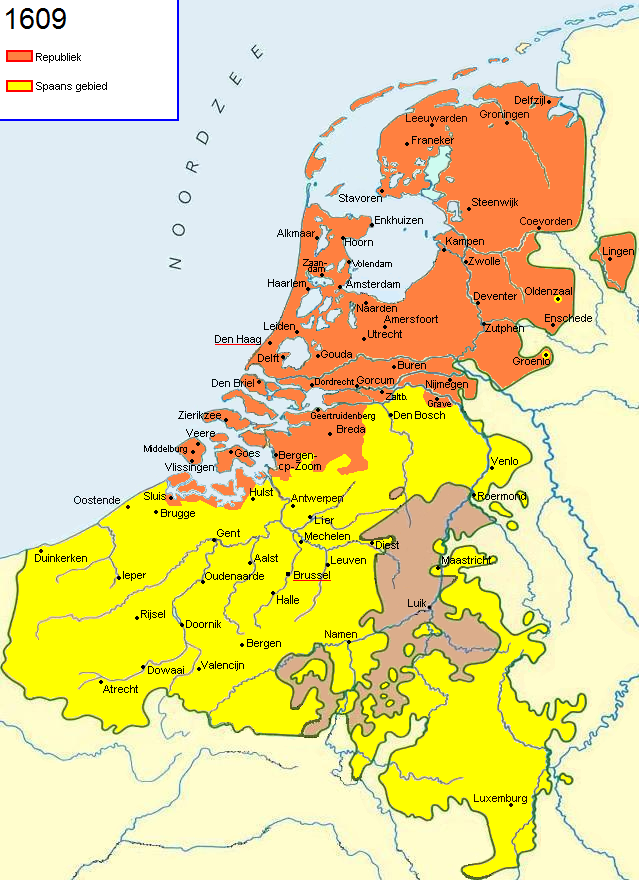
Die Situation seit dem Patt 1606 bis zum Ende des Waffenstillstands. Im Osten der Republik sind Groenlo und Oldenzaal unter spanischer Kontrolle.

Philipp II. gab 1598 die Niederlande, inbegriffen die Teile, die er militärisch nicht kontrollierte, der Infantin Isabella als Mitgift, als sie Albrecht VII. von Habsburg heiratete. Der König hoffte, dass seine Tochter Isabella und ihr Mann besser imstande wären, die Niederlande vollständig unter habsburgische Kontrolle zu bringen. Das Paar sollte eine neue Dynastie begründen und offiziell als Souverän der Südlichen Niederlande regieren, militärisch, finanziell und diplomatisch allerdings weiterhin abhängig von Spanien sein. Geheime Klauseln der Abtretungsakte (Akte van Afstand) beinhalteten, dass der spanische König die militärische Oberhoheit behielt und das Recht hatte, den Oberbefehlshaber und die Gouverneure der wichtigsten Festungen zu ernennen, wie er auch für den Sold der in den Niederlanden operierenden Truppen verantwortlich blieb. Außerdem mussten Albrecht und Isabella sich politisch nach den Wünschen des spanischen Königs verhalten.
Am 13. September 1598 verstarb Philipp II. Sein Sohn, der weniger fähige Philipp III., folgte ihm nach als Herrscher über Spanien, Portugal und die spanischen und portugiesischen Kolonien. Falls die Ehe von Albrecht und Isabella kinderlos bliebe, sollten die Niederlande wieder an Philipp III. und seine Nachkommen fallen.
Als Albrecht, der bereits Landvogt über die Niederlande war und in Brüssel residierte, am 21. August den südlichen Generalstaaten den königlichen Beschluss bekanntgab, dass er Isabella heiraten werde und damit Souverän über die Niederlande würde, reagierten die Staaten mit Erstaunen, da Philipp II. seine geplante Erbregelung ihnen nicht mitgeteilt, geschweige sie mit ihnen abgesprochen hatte. Sie baten Albrecht noch, die Modalitäten der Machtübergabe zu besprechen, erhielten dazu aber keine Gelegenheit mehr. Die Geheimklauseln, durch die das österreichische erzherzogliche Paar weiterhin Philipp III. unterstellt blieb, wurden den Generalstaaten auch nicht mitgeteilt.

### Der Krieg gerät ins Stocken
In den Jahren vor dem Waffenstillstand kam die Serie niederländischer Erfolge ins Stocken. Um den niederländischen Handel besser zu schützen, hatten Oldenbarnevelt und die Staaten Moritz von Nassau den Auftrag gegeben, Dunkerque zu erobern. Dieser Ort war zusammen mit Nieuwpoort ein Rückzugsort von Kaperfahrern, die niederländischen Schiffen schweren Schaden zufügten. Moritz hatte Bedenken gegen diese Unternehmung, aber er fügte sich dem Auftrag. Bei der Kampagne gegen Dunkerque wurde Moritz durch die Ankunft eines Heeres aus den Südlichen Niederlanden überrascht. Unvorbereitet musste er eine Feldschlacht bei Nieuwpoort annehmen, die durch den Statthalter gewonnen wurde. Der Feldzug nach Dunkerque wurde abgebrochen. In diesem Moment wurden die Meinungsverschiedenheiten erkennbar, und die Beziehung zwischen Moritz und Oldenbarnevelt war nun kühl.
Im Jahr 1601 begann Erzherzog Albrecht mit der Belagerung von Ostende, die drei Jahre dauern würde. Später übernahm der Genuese Ambrosio Spinola die Leitung des spanischen Heeres. Ostende war eine Stadt, die vom Norden mitten im spanisch kontrollierten Gebiet gehalten wurde. Während der Belagerung versuchte der Norden, das spanische Belagerungsheer von Ostende wegzulocken, indem Angriffe auf andere Städte unternommen wurden, aber ohne Erfolg. Im Jahr 1604 fiel Ostende an die Spanier. Im gleichen Jahr schloss England einen Sonderfrieden mit Spanien, und nun stand die Republik alleine da.
Spinola nutzte die Jahre nach der Belagerung von Ostende, um eine Lücke in die niederländische Verteidigungslinie zu reißen. Rasend schnell eroberte er mehrere Städte im Osten der Republik. In der Bevölkerung brach Panik aus. Moritz konnte eine Anzahl Städte zurückerobern, aber auch für die Republik wurde allmählich das Geld knapp. England und Frankreich hatten zwar Frieden mit Spanien geschlossen, waren aber bereit, die aufständischen Niederlande indirekt finanziell zu unterstützen, freilich zu ungünstigen Bedingungen. Heinrich IV. von Frankreich wollte gern König der Sieben Vereinigten Provinzen werden, was nicht im Sinne der Rebellen war. 1605 schloss man in Den Haag mit den protestantischen deutschen Kurfürsten von Brandenburg und der Pfalz einen Unterstützungsvertrag, aber die Republik konnte die Kriegskosten auf keine Weise mehr aufbringen. So kam es 1606 zu einer Pattsituation.
War nun zu Lande auch ein Patt entstanden, zu Wasser hatten die Niederlande noch die Vorherrschaft. Die Niederländer begannen ab 1594 mit den sogenannten Vorkompanien nach Ostindien zu fahren, die am 20. März 1602 zu Lasten der nördlichen Generalstaaten zur Vereinigten Ostindischen Kompanie fusionierten. Diese hatte das alleinige Recht auf die gesamte niederländische Schifffahrt und den Handel in Asien und Ostindien, darunter das Recht, Verträge zu schließen, Krieg zu erklären und zu führen sowie Forts und Handelsniederlassungen zu bauen. Am 25. April 1607 besiegte Jacob van Heemskerck eine spanische Flotte in der Schlacht bei Gibraltar.
Die Südlichen Niederlande waren derartig erschöpft von dem seit 1576 schon vierzig Jahre dauernden Krieg, dass sie die Soldaten nicht mehr selbst bezahlen konnten. Unterdessen klagte Spinola, der seit 1604 für die südniederländische Kriegsfinanzierung verantwortlich war und 1605 Oberbefehlshaber wurde, in Madrid, dass mehr spanisches Geld nötig sei, um die Republik zu schlagen. Madrid hatte andererseits immer weniger Geld auszugeben, und 1606 wurde Spinola verboten, am Madrider Hof vorstellig zu werden; nun drängte Spinola durch Repräsentanten auf höhere Zahlungen. Im Jahr 1607 geriet Philipp III. in Konkurs und konnte deshalb den Sold der habsburgischen Truppen in den Niederlanden auch nicht mehr bezahlen. Albrecht war wegen dieses Geldmangels schon früher die treibende Kraft auf Habsburger Seite hinter den Friedensverhandlungen mit Frankreich und England 1598 bzw. 1604. Im Jahr 1607 war er auch der größte Befürworter eines Friedens oder Waffenstillstands mit der Republik.

## Haltungen zu einem Frieden

### In der Republik
Um die Jahrhundertwende ließ in der Republik die Begeisterung für den Krieg nach. Die militärischen Kosten nahmen enorm zu, militärisch wurde die Republik in die Defensive gedrängt und die Wirtschaft geriet ins Stocken; das alles sorgte für eine düstere Stimmung. Grund für den wirtschaftlichen Niedergang war unter anderem, dass das spanische Handelsembargo für englische Schiffe 1604 aufgehoben wurde, für die Niederlande aber weiter bestand. Als ein Friede näher rückte, kamen in der Republik die Gegensätze zwischen Befürwortern und Gegnern eines solchen deutlicher zum Vorschein. In den Provinzen, in denen in den letzten Jahren am heftigsten gekämpft worden war (Groningen, Overijssel und Geldern), war der Ruf nach Frieden am lautesten. In Holland und Friesland stimmten die Kaufleute in diesen Ruf mit ein, die durch den Krieg Schäden erlitten. Weiterhin fanden sich Befürworter eines Friedens unter den Gemäßigten, vor allem in Holland und Utrecht. In Zeeland war die Mehrheit gegen den Frieden. Die Skeptiker dort waren besorgt wegen der Nähe zu Flandern, und viele Zeeländer verdienten gut an der Blockade von Antwerpen und der Kaperfahrt. Im Landesinneren fanden sich auch viele Friedensgegner unter den orthodoxen Calvinisten. Sie wollten den Katholiken einfach keine Ruhe lassen. Aus dieser Gruppe kamen auch viele, die sich für die Westindien-Kompanie einsetzten: Auch in der Neuen Welt wollten sie den Spaniern Schwierigkeiten bereiten.
Friedensbefürworter standen häufig auf Seiten Oldenbarnevelts, obwohl er nicht Frieden zu jedem Preis wünschte. Friedensgegner fanden Unterstützung bei Moritz, der absolut gegen einen Frieden war, weil er damit rechnete, dass Spanien sich nicht lange daran hielte. Außerdem hatte Moritz verstanden, dass er in seiner Funktion in Kriegszeiten mehr Macht hatte als ohne den Krieg.

### Unter den Habsburgern
Auch die spanischen Finanzen reichten nicht mehr aus, um die Kämpfe fortzusetzen. Dadurch änderte sich auf spanischer Seite in dieser Periode erstmals die Haltung gegenüber den aufständischen Nördlichen Niederlanden. Mussten die Nördlichen Niederlande bis dahin erst einmal die Rechte und die Souveränität des spanischen Königs anerkennen, bevor an Verhandlungen auch nur zu denken war, war die spanische Krone nun erstmals bereit, die Nördlichen Niederlande als souveränen Staat anzuerkennen. Abgesehen von den finanziellen Problemen waren die ersten Eroberungen der Vereinigten Ostindischen Kompanie in Asien, die für Spanien eine Bedrohung darstellten, ein Grund für den Wandel. Im Blick auf diese Probleme und aus Sorge vor einem neuen Bündnis zwischen der Republik und Frankreich, drangen Spinola und der Erzherzog erstmals gemeinsam auf einen Frieden mit der Republik. Albrechts Berater Charles Philippe de Croÿ steuerte auch auf die Selbständigkeit der Sieben Provinzen zu.

### In anderen europäischen Staaten
Anderswo in Europa beobachtete man mit Interesse die Entwicklungen in den Niederlanden. Sobald deutlich wurde, dass im April 1607 eine Feuerpause vereinbart worden war, begannen verschiedene Staaten und Interessengruppen, Standpunkte zu beziehen und zu versuchen, auf den Prozess Einfluss zu gewinnen. Deutsche Protestanten reagierten bestürzt auf die Neuigkeiten, da sie meinten, dass man den fanatischen katholischen Regierungen in Madrid und Brüssel nicht trauen könne und diese unerwartet den Waffenstillstand wieder brechen würden. Die Könige von Frankreich und England waren verärgert darüber, dass die Initiative nicht zuerst mit ihnen abgesprochen worden war. Im Mai 1607 erschienen drei französische Gesandte unter Leitung von Pierre Jeannin, um an den Haager Besprechungen teilzunehmen. Oldenbarnevelt lud auch Delegationen aus England, Dänemark und Deutschland ein (Köln, die Pfalz, Brandenburg, Hessen-Kassel, Württemberg, Jülich, Anhalt-Köthen, Brandenburg-Ansbach und Bentheim), die von Ende 1607 bis Anfang 1608 in Den Haag eintrafen. Sowohl Norden als auch Süden ließen die Anwesenheit von Diplomaten des Kaisers Rudolf II. nicht zu, weil sie sich als souverän sahen und keine Bemühungen einer höheren Instanz wollten. Obwohl alle Gesandten vorgaben, nur die Rolle von Beratern zu haben, kamen sie ganz entschieden, um ihre eigenen Interessen zu verfolgen und konnten sich immer wieder neu einer der beiden Verhandlungsparteien anschließen.
Der französische König Heinrich IV. wünschte, aus der Republik eine Monarchie zu machen, deren Fürst er selbst wäre. Im Verbund mit dem englischen König Jakob I. versuchte er, dafür zu werben. Sein Argument war, Republikanismus sei eine gefährliche Ideologie, die sich nicht weiter in Europa ausbreiten sollte. Jakob stimmte ihm insoweit zu, aber wenn Frankreich nun auch die Nördlichen Niederlande regierte, wurde dieser Staat viel zu mächtig für England. Die deutschen Fürsten hatten vor allem Sorge um die Zukunft des Protestantismus, der überall, wo das möglich war, geschützt und gestärkt werden sollte.

## Verhandlungen

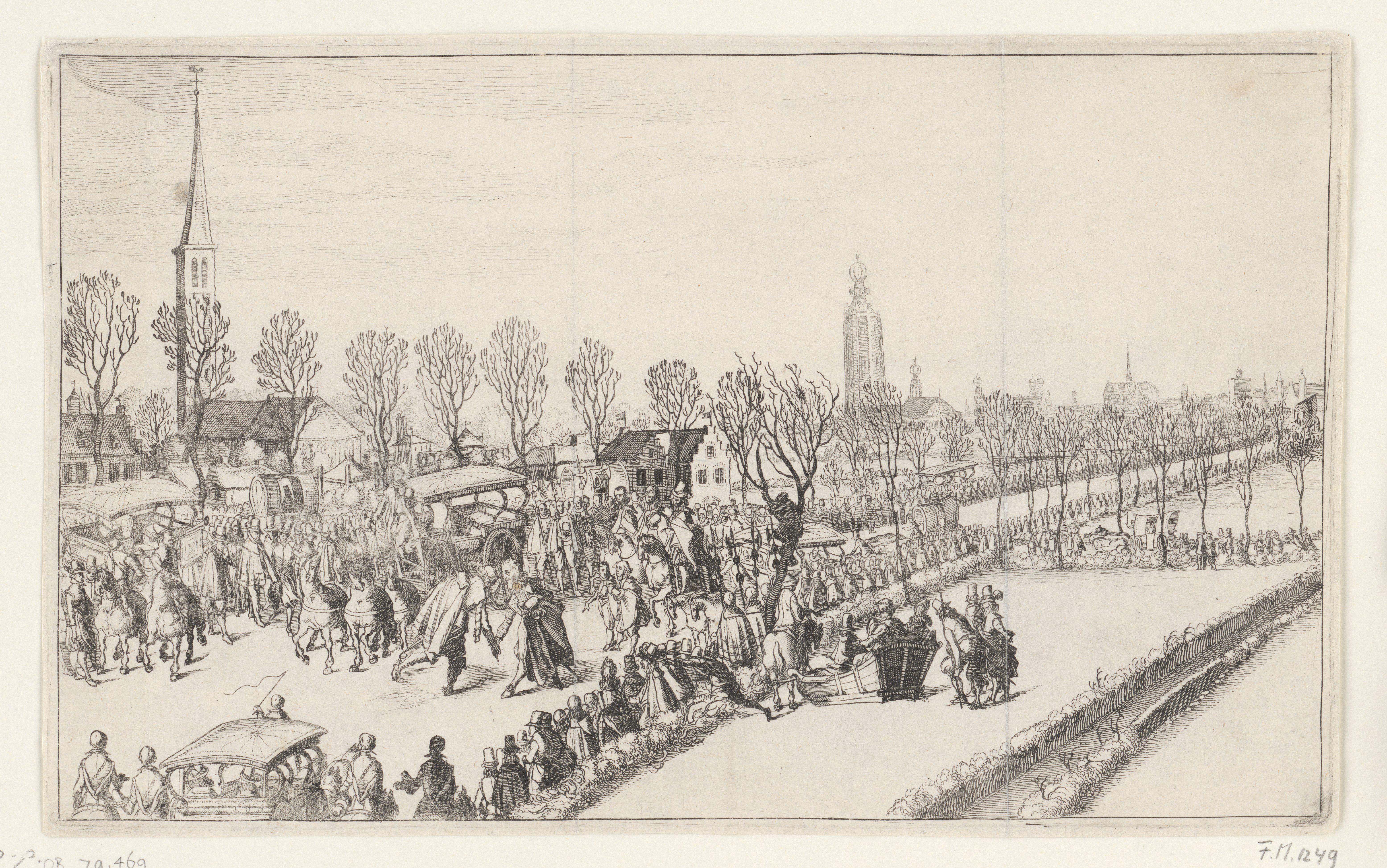
Ankunft der fünf spanischen Gesandten in Rijswijk für die Friedensverhandlungen in Den Haag, Februar 1608. Moritz und Spinola geben sich die Hand.

Die Verhandlungen verliefen in vier Phasen:
- die Vorberatungen (1606–1607)
- die Friedensgespräche in Den Haag (Februar bis August 1608)
- der lange Waffenstillstand mit viel indirekter Diplomatie (August 1608 bis März 1609)
- die Ausarbeitung und Annahme des Zwölfjährigen Waffenstillstands in Antwerpen (März bis April).

Anfänglich versuchte man, anstelle eines befristeten Waffenstillstands einen Frieden zu schließen. Von Seiten der Südlichen Niederlande sondierte Jan Neyen 1606 die Erfolgschancen eines möglichen Friedens mit der Niederländischen Republik. Als der Wunsch nach Frieden im Norden vorhanden zu sein schien, versuchten die Erzherzöge, vom spanischen König Philipp III. die Erlaubnis zu erhalten, über eine mögliche Unabhängigkeit zu verhandeln. Aber die Vollmacht, die Philipp hierfür im Jahr 1599 an Albrecht gewährt hatte, weigerte er sich, 1606 zu erneuern. Ungeachtet dessen hielten sich Albrecht und Spinola 1607 insoweit für souverän, dass sie in Verhandlungen eintreten konnten. Die Forderung der Generalstaaten, dass die Republik für die Dauer der Verhandlungen als freier und souveräner Staat anerkannt würde, wurde fast vollständig akzeptiert: der Süden war bereit, den Norden „liber ende vry te laeten“. Diesem Vorschlag stimmte die Republik am 12. April 1607 zu; wenn er rechtzeitig ratifiziert würde, sollte ab dem 4. Mai eine Feuerpause gelten. In der Zwischenzeit wurde noch die Seeschlacht bei Gibraltar geschlagen, die am 25. April mit einem Sieg der Generalstaaten endete. Oldenbarnevelt drängte darauf, dass Philipp III. die Bedingungen der Feuerpause mit einer sogenannten agreatie, einer eindeutigen Zustimmung, auch übernahm, damit er nicht die Alternative hätte, Spinola, Albrecht und Isabella zu übergehen und den Krieg ohne sie weiterzuführen. Philipp III. war erzürnt, dass Albrecht und Spinola auch ohne seine Zustimmung Verhandlungen aufgenommen hatten, aber er sah ein, dass es ihm eine sehr schlechte diplomatische Reputation einbringen würde, wenn er die durch Albrecht verliehene vorläufige Unabhängigkeit der Generalstaaten einfach so rückgängig machen würde. Stattdessen versuchte er, seine agreatie hinauszuzögern, worauf Spinola ihn unter Druck setzte, dann monatlich 300.000 Escudos bzw. 750.000 holländische Gulden zur Verfügung zu stellen, um die Wiederaufnahme der Kämpfe bezahlen zu können. Da Philipp III. dieses Geld nicht hatte, stellte er schließlich doch die agreatie aus, die am 25. Oktober 1607 durch Jan Neyen und Louis Verreycken an die Generalstaaten übergeben wurde. Obwohl das Dokument diplomatische Konventionen nicht erfüllte und die Verhandlungen mit der Frage der Religionsfreiheit für Katholiken in den Nördlichen Niederlanden verknüpfte (was als Eingriff in die Souveränität der Republik verstanden werden konnte), beschlossen die Staaten doch, es anzunehmen: es bedeutete eine bedingte Anerkennung ihrer Unabhängigkeit anstelle einer bedingungslosen Anerkennung ihrer Souveränität, das war aber in sich schon ein wichtiger diplomatischer Erfolg. Da die Feuerpause mittlerweile schon fast abgelaufen war, musste sie erst verlängert werden, und die Unterhändler erhielten ihre Instruktionen. Philipp III. gab Albrecht und Isabella am 10. Januar 1608 seine Zustimmung, sowohl in ihrem eigenen als auch in seinem Namen zu verhandeln.
Die Ankunft Spinolas am 1. Februar 1608 in Den Haag verlieh den Verhandlungen einen formellen Charakter. Spinola verhandelte im Namen Spaniens und der Erzherzöge. Während der Verhandlungen stellte sich heraus, dass Philipp III. zwei Forderungen im Gegenzug für die Selbständigkeit erhob: den Rückzug aus Indien und Religionsfreiheit für Katholiken in der Republik. Das waren für die Republik so unmögliche Forderungen, dass die Friedensverhandlungen am 23. August 1608 unterbrochen wurden. Die Vereinigte Ostindische Kompanie aufzulösen war unmöglich, da sie gerade erst gegründet worden war und die Elite in sie investiert hatte. Durch Vermittlung schien aber möglich, einen lange dauernden Waffenstillstand zu schließen zu den Bedingungen der bereits geltenden Waffenruhe. Das war für Oldenbarnevelt zwar weniger attraktiv als ein Friede, aber besser als nichts, zumal es finanzielle Entlastung schuf. Ein Zugeständnis Oldenbarnevelts an Spanien war, dass die Gründung des Gegenstücks der Vereinigten Ostindischen Kompanie in Amerika, der Westindischen Kompanie, erst einmal nicht weiter verfolgt wurde.
Die Gegner des Waffenstillstands führten eine intensive publizistische Kampagne. Auch Moritz versuchte, die holländischen Magistrate (vroedschappen) davon zu überzeugen, dass ein Waffenstillstand für das Land nicht gut sei. Schließlich schien aber die Mehrheit in der Republik für den Waffenstillstand zu sein, und auch in Spanien musste Philipp aus Geldmangel damit einverstanden sein. Die Schlussbestimmungen wurden 1609 in Antwerpen ausgearbeitet. Danach war der Text fertig, um von beiden Parteien ratifiziert zu werden. Die Proklamation des zwölfjährigen Waffenstillstands folgte am 9. April 1609. International betrachtete man diese Übereinkunft als ehrenvoll für die Republik, aber nicht für Spanien. Das Prestige der Republik war dadurch stark gestiegen, und erstmals bekam die Republik international vollständige Anerkennung ihrer Souveränität. England und Frankreich erhielten einen niederländischen Botschafter, und diplomatische Beziehungen wurden aufgenommen mit dem Osmanischen Reich (1610), Marokko (24. Dezember 1610) und der Republik Venedig (31. Dezember 1619).

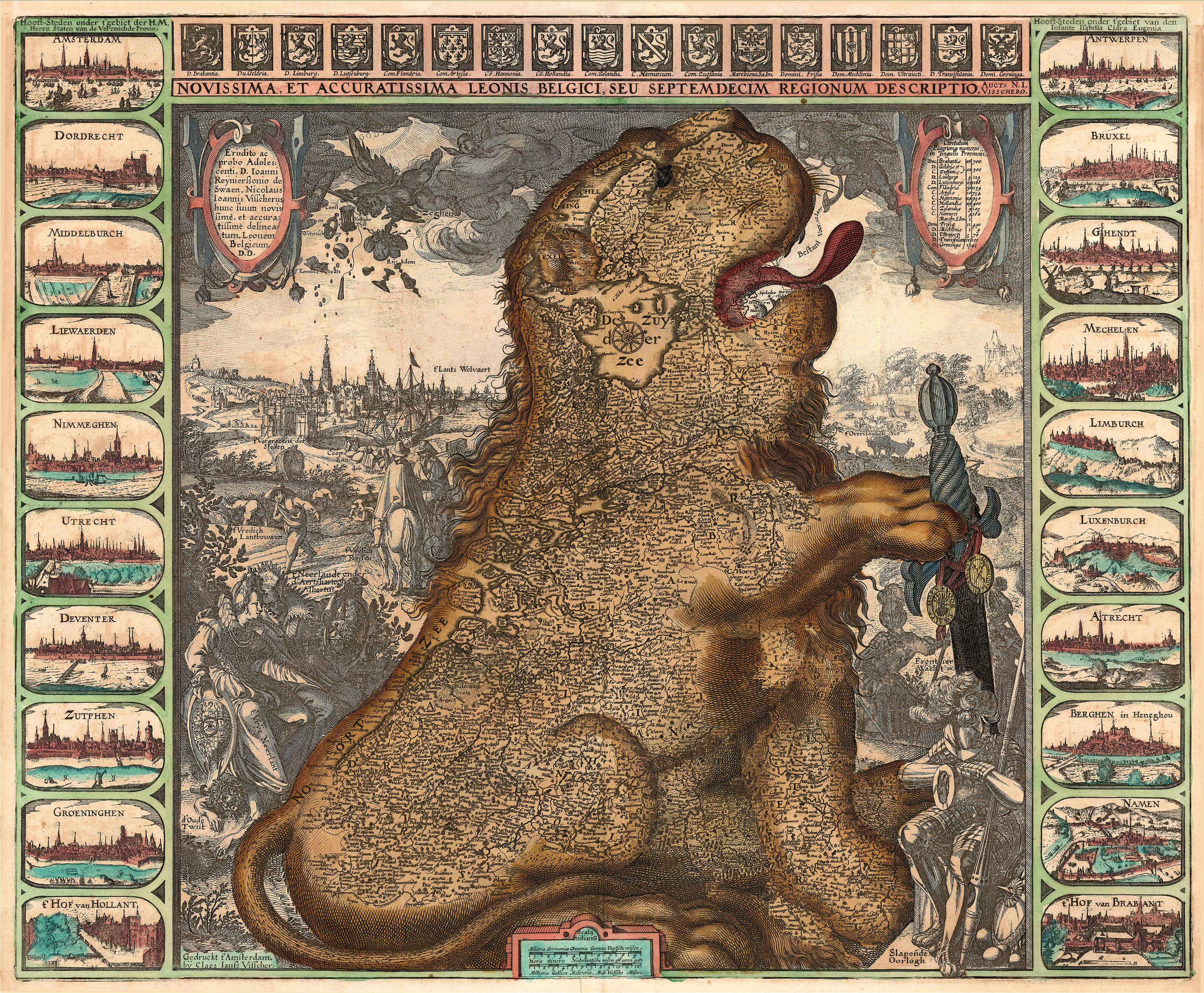
Darstellung der Niederlande als Leo Belgicus (Claes Janszoon Visscher, 1609)

Der Zwölfjährige Waffenstillstand war eine befristete Unterbrechung des Krieges gegen Spanien, der 1568 mit den militärischen Angriffen durch Wilhelm von Oranien begonnen hatte. Extra für diese Gelegenheit schuf Claes Janszoon Visscher eine kartografische Darstellung der Niederlande in Form eines Löwen, den Leo Belgicus. Darauf wurden alle Siebzehn Provinzen als ein Ganzes dargestellt, friedlich zusammenlebend, da das Waffengeklirr verstummt war, symbolisiert durch den schlafenden Kriegsgott Mars unten rechts.

## Jülicher Erbfolgekrieg
Während des Waffenstillstands wurde von den beiden Parteien in den Niederlanden nicht mehr gekämpft. Östlich der Republik gingen die Kriegshandlungen ohne direkte Feindseligkeiten jedoch weiter.
Einen Monat vor dem Abschluss des Waffenstillstands war der letzte Herzog von Jülich, Johann Wilhelm, verstorben. Außer Jülich gehörten zu seinem Erbe auch Kleve, Berg, Mark und Ravensberg, alles Territorien an der Ostgrenze der Republik. Deshalb war es für die Sicherheit der Republik von Bedeutung, dass diese Gebiete von einem (protestantischen) Unterstützer ihrer Sache regiert wurden. Zunächst schien es auch so auszugehen: der Kurfürst von Brandenburg, Johann Sigismund, und der Graf von Pfalz-Neuburg, Philipp Ludwig, hatten die besten Rechtsansprüche auf das Gebiet und beschlossen, es gemeinsam zu regieren. Kaiser Rudolf II. war jedoch dagegen, denn es waren Lutheraner, und so schickte er ein Heer und ließ Jülich besetzen. Moritz und Oldenbarnevelt waren der Meinung, sie müssten dabei helfen, das kaiserliche Heer zu vertreiben. Mit einem eigenen Heer brachen sie im Juli 1610 nach Jülich auf. Gemeinsam mit den Franzosen wurde die Stadt belagert und am 2. September eingenommen.
Drei Jahre später wurde es wieder unruhig. Der Kurfürst von Brandenburg war vom Luthertum zum Calvinismus konvertiert, der Pfalzgraf hingegen zum Katholizismus, und zwischen beiden brach ein Krieg aus. Die Republik unterstützte den Kurfürsten, und die Südlichen Niederlande unterstützten den Pfalzgrafen. Spinola sammelte ein Heer und besetzte mehrere Städte, darunter Aachen und Wesel. Moritz konnte mit seinem Heer unter anderem Rees besetzen. Dabei wurde ein Aufeinandertreffen beider Heere vermieden, um den Waffenstillstand nicht zu brechen. Beide Parteien waren von 1614 bis 1616 bemüht, vorteilhafte Positionen für die Wiederaufnahme des Krieges zu besetzen.
Moritz fürchtete diese Form der Kriegsführung, und er hätte am liebsten den Waffenstillstand aufgekündigt. Oldenbarnevelt verteidigte diesen fortdauernd. Wieder wurden die schweren Meinungsverschiedenheiten zwischen beiden deutlich.

## Situation in den Südlichen Niederlanden während des Waffenstillstands
Die Periode des Waffenstillstands waren Jahre des Friedens und des Wohlstands in den Südlichen Niederlanden und für das Erzherzogspaar Isabella und Albrecht zwölf glückliche Jahre. Die beiden verweilten oft auf ihren Landsitzen in Tervuren und Mariemont, wo sie ihrem Lieblingssport, der Jagd, nachgingen. Vor allem Isabella war in der Bevölkerung beliebt, der etwas schüchterne und im Umgang steife Albrecht weniger.
Während des Waffenstillstands herrschte erneut Reisefreiheit zwischen dem Norden und dem Süden. Um die Gegenreformation zufriedenzustellen, wurden 1609 zwei Verordnungen erlassen: Es wurde verboten, in der Öffentlichkeit über religiöse Streitfragen zu sprechen oder Lehren zu verbreiten, die gegen den katholischen Glauben gerichtet waren. Dennoch gab es während des Waffenstillstands eine erhöhte Aktivität protestantischer Kerne.

## Situation in der Republik während des Waffenstillstands

### Waffenstillstandshändel

Wappen der Generalstaaten von 1609

Das unmittelbare Ergebnis für die Republik war der Status einer souveränen Nation. Um die Anerkennung der Unabhängigkeit der Niederländischen Republik kenntlich zu machen, fügten die Generalstaaten ihrem Wappen eine königliche Krone hinzu. Kurz nach dem Waffenstillstand bekamen die niederländischen Gesandten in Paris und London den vollen Botschafterstatus. Die Republik ging diplomatische Beziehungen mit Venedig, den marokkanischen Sultanen und dem Osmanischen Reich ein. Am 17. Juni 1609 unterzeichneten Frankreich und England einen Vertrag, der die Unabhängigkeit der Republik garantierte. Um ihre Interessen in der Ostsee abzusichern, ging die Niederländische Republik mit der Hanse ein Verteidigungsbündnis zur Abwehr dänischer Aggression ein.
Innerhalb des Zwölfjährigen Waffenstillstands endete die Eintracht innerhalb der Republik der Sieben Vereinigten Niederlande. Die Meinungsverschiedenheiten zwischen Moritz von Nassau und Johan van Oldenbarnevelt eskalierten immer mehr. Schon 1600 war Moritz gegen den Feldzug nach Dunkerque gewesen, weil er ihn für äußerst riskant hielt; seinerzeit hatte Oldenbarnevelt seine Meinung durchgesetzt. Die daraus folgende Schlacht von Nieuwpoort gewann Moritz nur mit sehr großer Mühe. Seitdem waren Moritz und Oldenbarnevelt definitiv politische Gegner. Oldenbarnevelt war auch deshalb ein warmer Befürworter der Feuerpause, weil sie so vorteilhaft für den Handel war. Moritz sah, wie durch den Waffenstillstand seine Möglichkeiten für Gebietsgewinne dahinschwanden, und mit dem Ausbleiben von Kriegsbeute verlor er eine für ihn wichtige Einkommensquelle. Moritz hätte daher lieber weitergekämpft.
Durch den Waffenstillstand kamen auch religiöse Unterschiede schärfer ans Licht. Die Remonstranten als Anhänger des Jacobus Arminius (1560–1609) wichen in Fragen der Prädestination, des freien Willens und der Erbsünde vom orthodoxen Calvinismus ab, wie er in der Confessio Belgica und dem Heidelberger Katechismus niedergelegt war. Sie waren überhaupt gegen verbindliche Bekenntnisschriften, in denen geregelt wurde, wie man die Bibel interpretieren musste. Ihre Anschauungen wurden in den Fünf Artikeln der Remonstranten niedergelegt. Adressaten dieses Textes waren die Staaten von Holland und West-Friesland, von denen sie sich Unterstützung gegen ihre Verdrängung aus dem öffentlichen kirchlichen Leben erhofften. Damit war dies zu einer politischen Frage geworden.

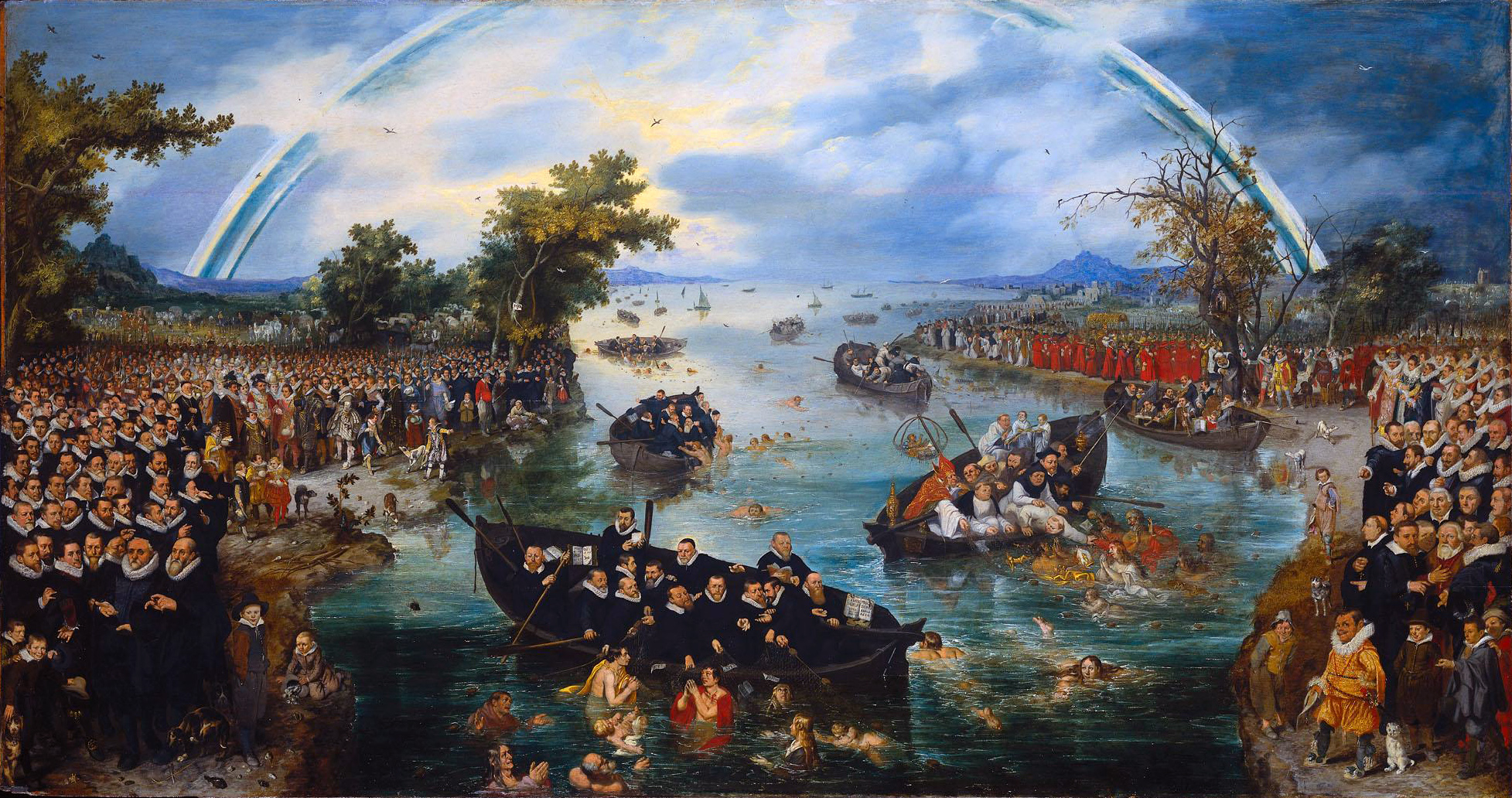
Die Seelenfischerei, Adriaen Pietersz. van de Venne, 1614
Allegorische Darstellung des Eifers, den die rivalisierenden Konfessionen während des Waffenstillstands entfalteten. Der Fluss steht für die nun deutliche Grenze zwischen Nord und Süd. Links die Protestanten mit den Fürsten Moritz und Friedrich Heinrich, Friedrich V. von der Pfalz, Jakob I. von England und der junge Ludwig XIII. von Frankreich mit seiner Mutter Maria de’ Medici. Im Vordergrund fischen die Protestanten, ihre Netze sind gekennzeichnet mit Fides, Spes und Karitas. Rechts die Katholiken mit den Erzherzögen Albrecht und Isabella, Spinola und dem von Kardinälen getragenen Papst Paul V. Ein Bischof fischt mit seinen Priestern im katholischen Boot nach Menschen.

Oldenbarnevelt war genau wie Moritz den religiösen Meinungsverschiedenheiten gegenüber eigentlich gleichgültig. Aber er wollte über die Kirche verfügen können, um dort Ruhe herzustellen. Die calvinistischen Prädikanten widersetzten sich einer Einmischung des Staates in Bekenntnisfragen. Als Oldenbarnevelt Toleranz gegenüber der remonstrantischen Lehre des Leidener Professors Jacobus Arminius forderte, eskalierte der Konflikt. Moritz sah die Calvinisten als Verbündete im Machtkampf mit Oldenbarnevelt und erklärte sich zum Contraremonstranten, der Gruppe, die der Lehre des Franciscus Gomarus anhing, ebenfalls Professor der Universität Leiden.
Im Jahr 1616 hielt Hugo Grotius in Amsterdam eine Vorlesung über Toleranz zwischen den streitenden Parteien. Amsterdam war mehr oder weniger das Zentrum des Widerstands gegen die Remonstranten. Im Februar 1617 kam es am Sonntagmorgen zu Krawallen vor dem Haus von Joachim Rendop und Rem Bisschop. Jacobus Taurinus schrieb ein Pamphlet, worin er der Regierung vorhielt, weiterhin das Heft in der Hand zu halten, und die Städte aufrief, ihre alten Privilegien einzufordern. Die Staaten erlaubten den Magistraten, Söldner (waardgelders) anzuheuern, denn die Bürgerwehren waren stark calvinistisch geprägt.
Die remonstrantischen Regenten von Holland hatten am 4. August 1617 die sogenannte Scharfe Resolution angenommen. Diese Resolution gab den Städten in Holland die Möglichkeit, selbständig Söldner einzustellen, um Unruhen zu unterdrücken. In der Praxis bedeutete das ein Eingreifen gegen die Contraremonstranten. Moritz empfand diese Resolution als Eingriff in seine Autorität als militärischer Führer.

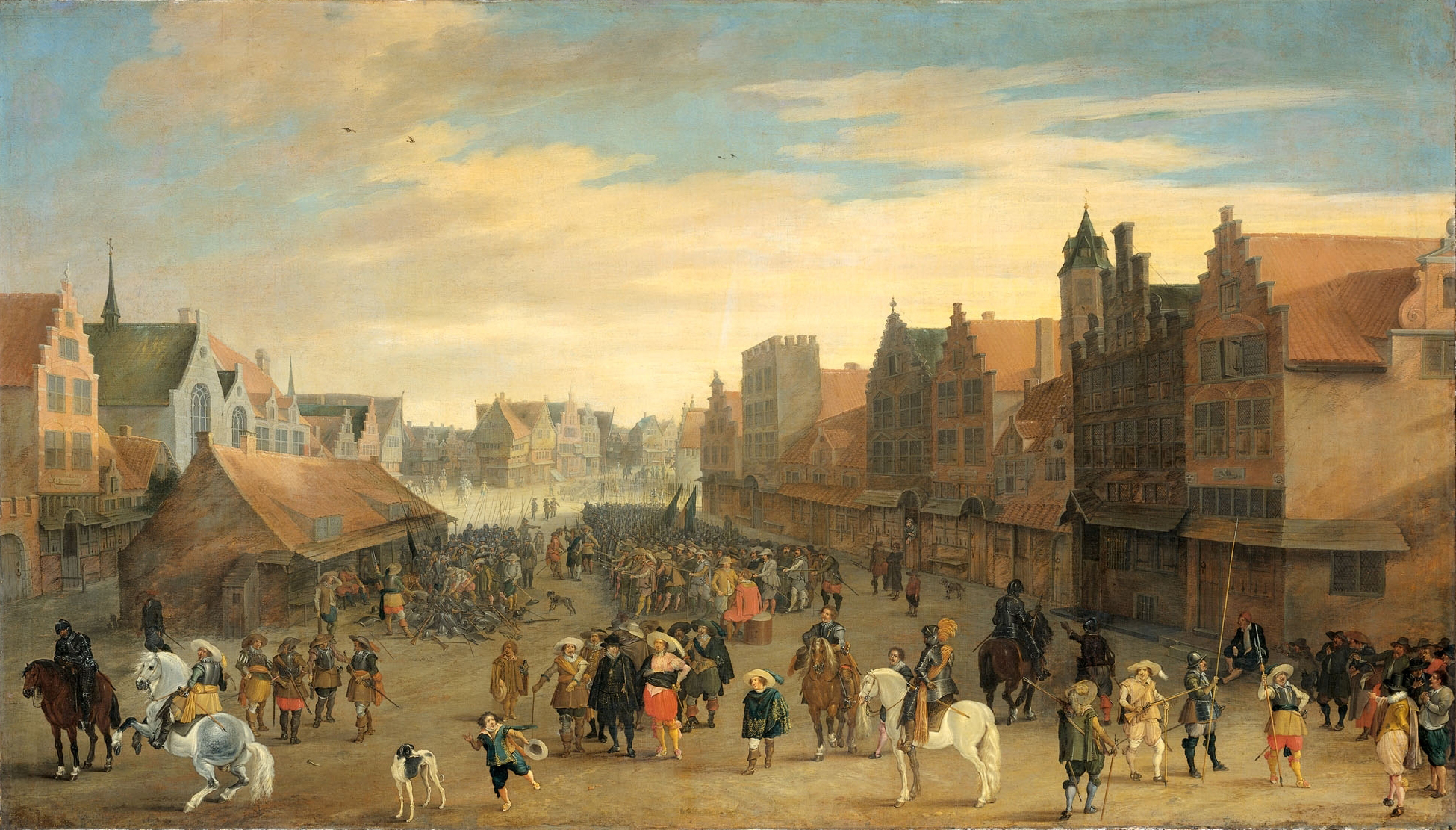
Auf der Neude in Utrecht entlässt Prinz Moritz die städtischen Söldner, 31. Juli 1618

Die Regierung unter Oldenbarnevelt widersetzte sich so lange wie möglich einer Nationalsynode, weil diese ihrer Macht abträglich war. Am 6. Oktober 1617 sprach sich Dudley Carleton im Namen Jakobs I. von England bei den Generalstaaten der Niederlande für die Abhaltung einer Synode aus. Er war imstande, sich auf dem juristischen Feld Rededuelle mit Grotius und Oldenbarnevelt zu liefern, und war damit erfolgreich, durch seine polarisierende Haltung gegenüber den Remonstranten die Beziehungen zwischen England und den Niederlanden zu verbessern. Am 26. Oktober 1617 verließ der Statthalter Moritz von Nassau ohne Aufsehen Den Haag, um Delft, Schiedam, Rotterdam, Dordrecht und Gorinchem für die Teilnahme an einer Synode zu gewinnen und die Entlassung der städtischen Söldner zu erreichen. Am 20. Februar 1618 erbte Moritz von seinem verstorbenen Halbbruder Philipp Wilhelm von Oranien den Titel Prinz von Oranien. Im März und Mai 1618 besuchte der Prinz die Provinzen Gelderland und Overijssel und versuchte, sie für die Abhaltung einer Synode zu gewinnen. Oldenbarnevelt wurde unterdessen beschuldigt, Bestechungsgeld von Spanien angenommen zu haben. Als der Ratspensionär einen Brief an den Statthalter schrieb, stand er noch mehr in der Kritik. Ende Juni 1618 begab sich der Prinz nach Utrecht. Das Anheuern städtischer Söldner wurde vom Kapitän-General des nordniederländischen Heeres nun als Rebellion gewertet. Der Prinz beschloss, die städtischen Söldner in Utrecht zu zwingen, ihre Waffen niederzulegen; dazu wurden alle Straßen zum Platz de Neude abgesperrt. Zusätzlich wurden sieben neue contraremonstrantische Adlige in die Utrechter Ritterschaft aufgenommen und wurden die meisten remonstrantischen Mitglieder des Magistrats ersetzt. Als Folge dieser Maßnahmen stimmten die Staaten von Utrecht für die Nationalsynode. Am 25. August waren auch die Staaten von Holland mit einer Synode einverstanden, die im November 1618 zusammentrat und deren Beschlüsse mehr oder weniger vorhersehbar waren.

### Widerstand gegen das Gesetz
Ende August 1618 ließ der Statthalter Oldenbarnevelt, Hugo Grotius und Rombout Hogerbeets verhaften, nachdem er sie nach Den Haag eingeladen hatte. Eine Woche später reiste der Prinz nach Schoonhoven, Den Briel, Delft, Schiedam, Gorinchem, Oudewater und Woerden. Im Oktober war er in Monnickendam, Hoorn, Medemblik, Purmerend, Alkmaar, Leiden, Haarlem, Rotterdam, Anfang November in Gouda. In all diesen Städten wurden Bürgermeister, Magistratsmitglieder und Offiziere der Bürgerwehr entlassen und durch Nachfolger ersetzt. Eine Ausnahme war Edam.
Die Dordrechter Synode beschloss, dass die Lehre des Gomarus die Lehre der Reformierten Kirche sei. Eine Spaltung konnte nicht mehr verhindert werden, und die Remonstranten gründeten im September 1619 die Remonstrantische Bruderschaft.
Ein Sondertribunal verurteilte Oldenbarnevelt zum Tode. Am 13. Mai 1619 wurde er im Binnenhof enthauptet. Mit dem Tod Oldenbarnevelts und mit dem Verbot der remonstrantischen Lehre war der innenpolitische Streit zugunsten von Prinz Moritz beendet.
1619 verbot die Dordrechter Synode, bei der auch die Neuübersetzung der Bibel ins Niederländische (Staatenübersetzung) beschlossen wurde, die remonstrantische Lehre.

## Ende des Zwölfjährigen Waffenstillstands
1621 lief der Waffenstillstand aus, und Spanien schmiedete Pläne, um die aufständischen Gebiete zurückzuerobern. Albrecht hätte den Waffenstillstand gern verlängert und schickte im März 1621 Unterhändler nach Den Haag. Dabei musste er auf seinen Spitzendiplomaten Jean Richardot verzichten, der inzwischen verstorben war. Seine Stelle nahm Pieter Peck (Petrus Peckius), der Kanzler von Brabant, ein. Ihm ging es nicht in erster Linie um einen längeren Waffenstillstand, sondern er stellte Forderungen, auf die die Regierung der Generalstaaten nicht einging. So forderte er, die Erzherzöge als Souverän anzuerkennen, die Wiedereröffnung der Schelde und Religionsfreiheit. Im Gegenzug bot er den Vereinigten Provinzen das Recht der Selbstbesteuerung und freien Zugang nach beiden Indien an. Die Antwort an Peck war höhnisches Gelächter; die Chance auf Frieden war verspielt. Die Führer der Republik erklärten, dass die Protestanten in den Südlichen Niederlanden kaum auch nur am Leben gelassen würden und wiesen diese Forderung ab. Die Anzahl der Katholiken im Norden war noch so groß, dass die protestantische Elite besorgt war, bei der Gewährung einer völligen Religionsfreiheit könnte die Herrschaft der Calvinisten in Gefahr geraten.
Die Situation verschlechterte sich weiter, als Philipp III. am 31. März 1621 verstarb und sein sechzehnjähriger Sohn Philipp IV. seine Nachfolge antrat. Tatsächlich führte Gaspar de Guzmán die Regierungsgeschäfte, und der wollte den Krieg fortsetzen. Das spanische Heer in den Niederlanden wurde wieder auf die volle Stärke von 60.000 Mann gebracht, und Ambrogio Spinola wurde zum Befehlshaber ernannt. Die Holländer hatten die Jahre des Waffenstillstands genutzt, um ihre Kriegsmarine aufzubauen und in der Kontrolle von Südostasien einen Vorsprung vor England zu gewinnen.
Nachdem der Landvogt Albrecht von Österreich 1621 kinderlos verstarb, fielen die Südlichen Niederlande gemäß der Abtretungsakte wieder zurück an die spanische Krone, und Isabella von Spanien regierte darüber als Landvögtin.

## Fotos des Vertrags von Antwerpen

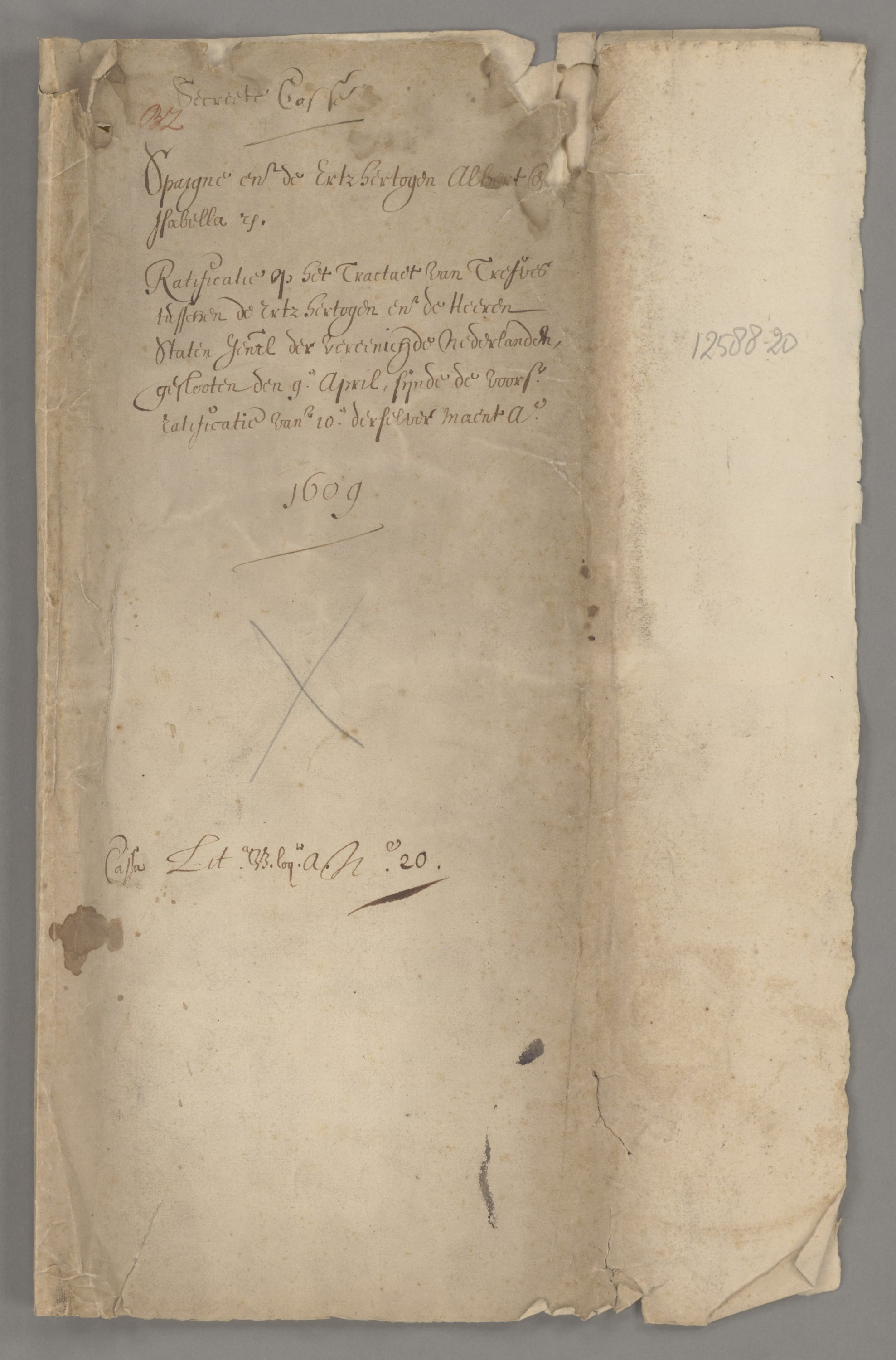
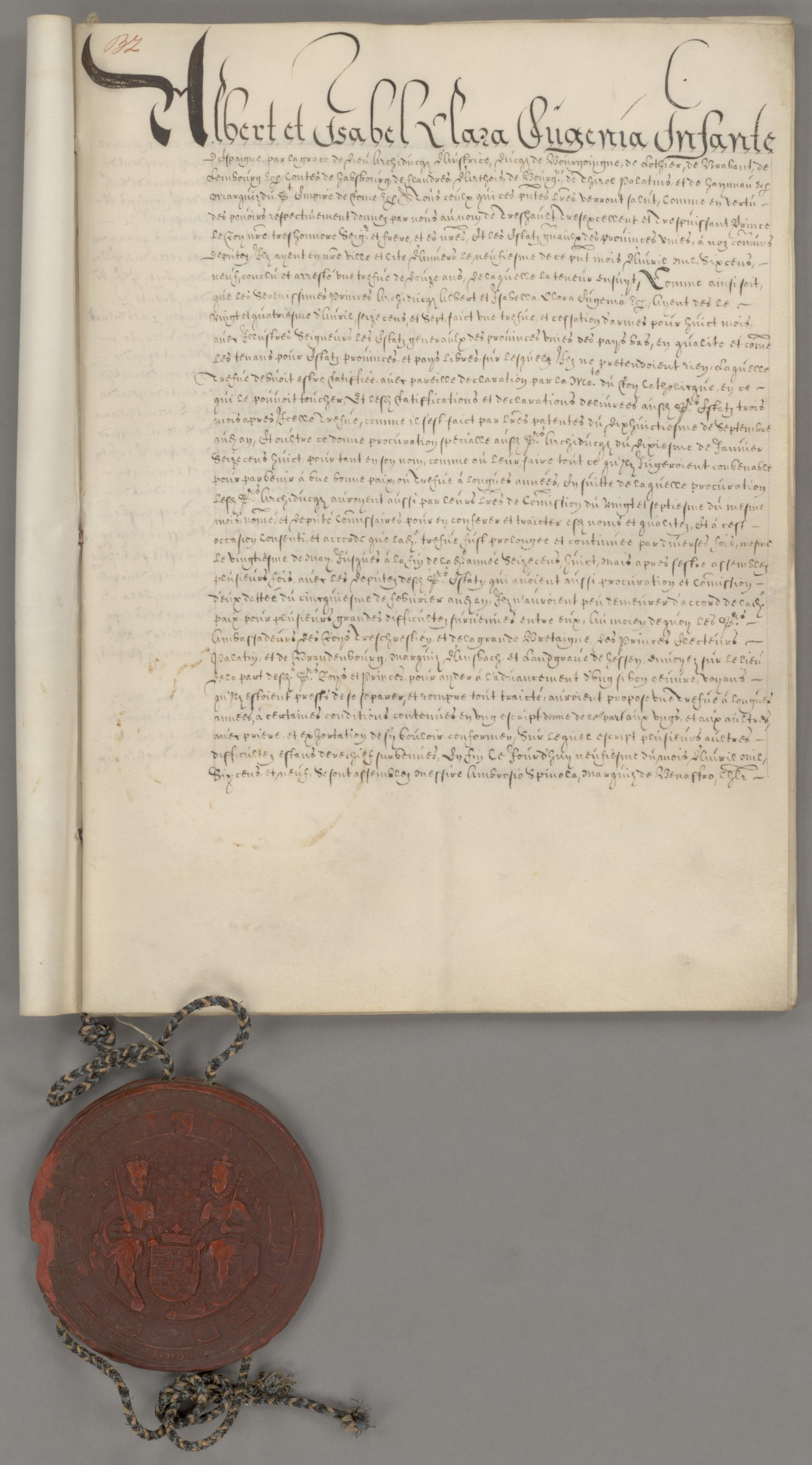
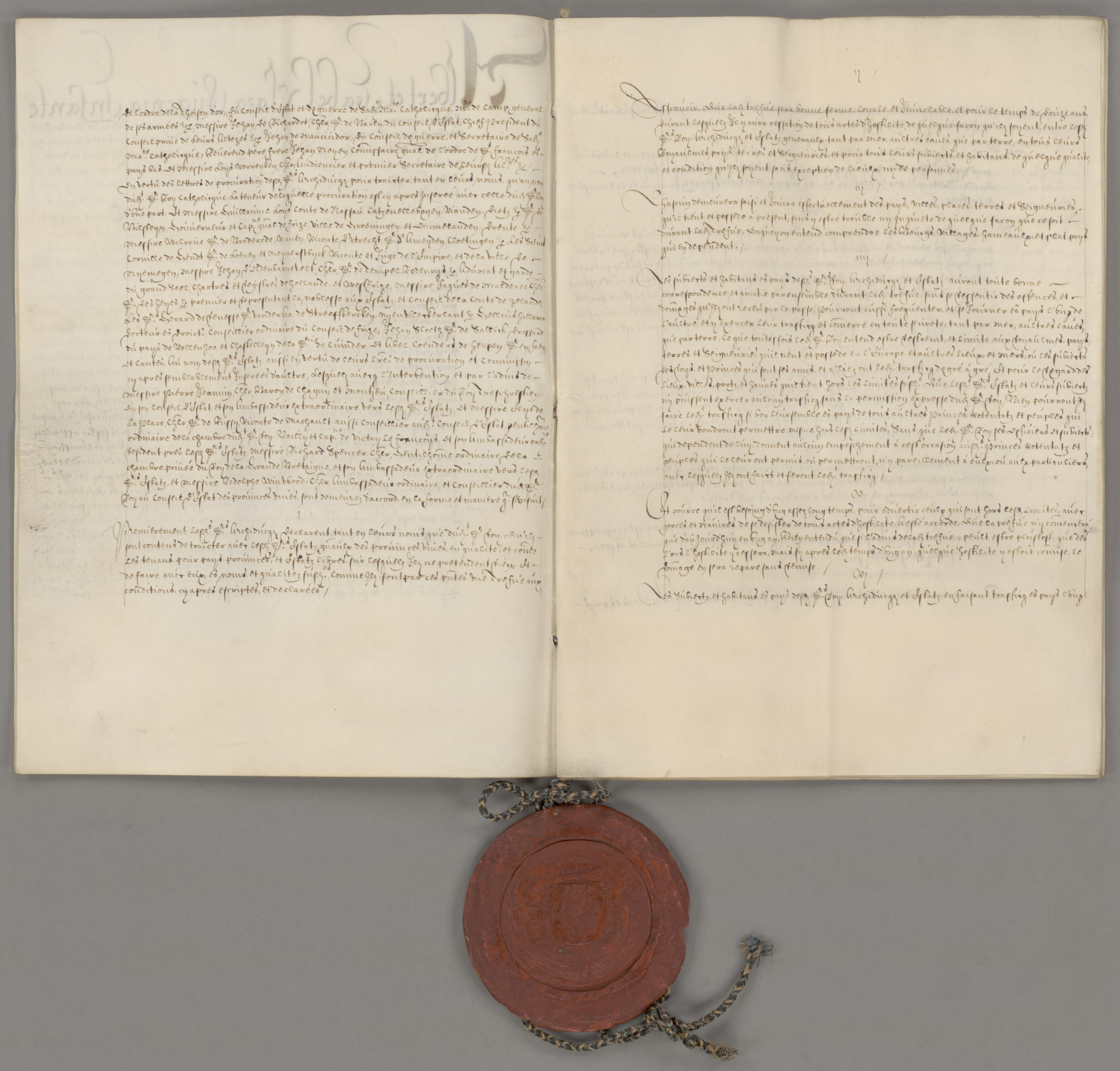
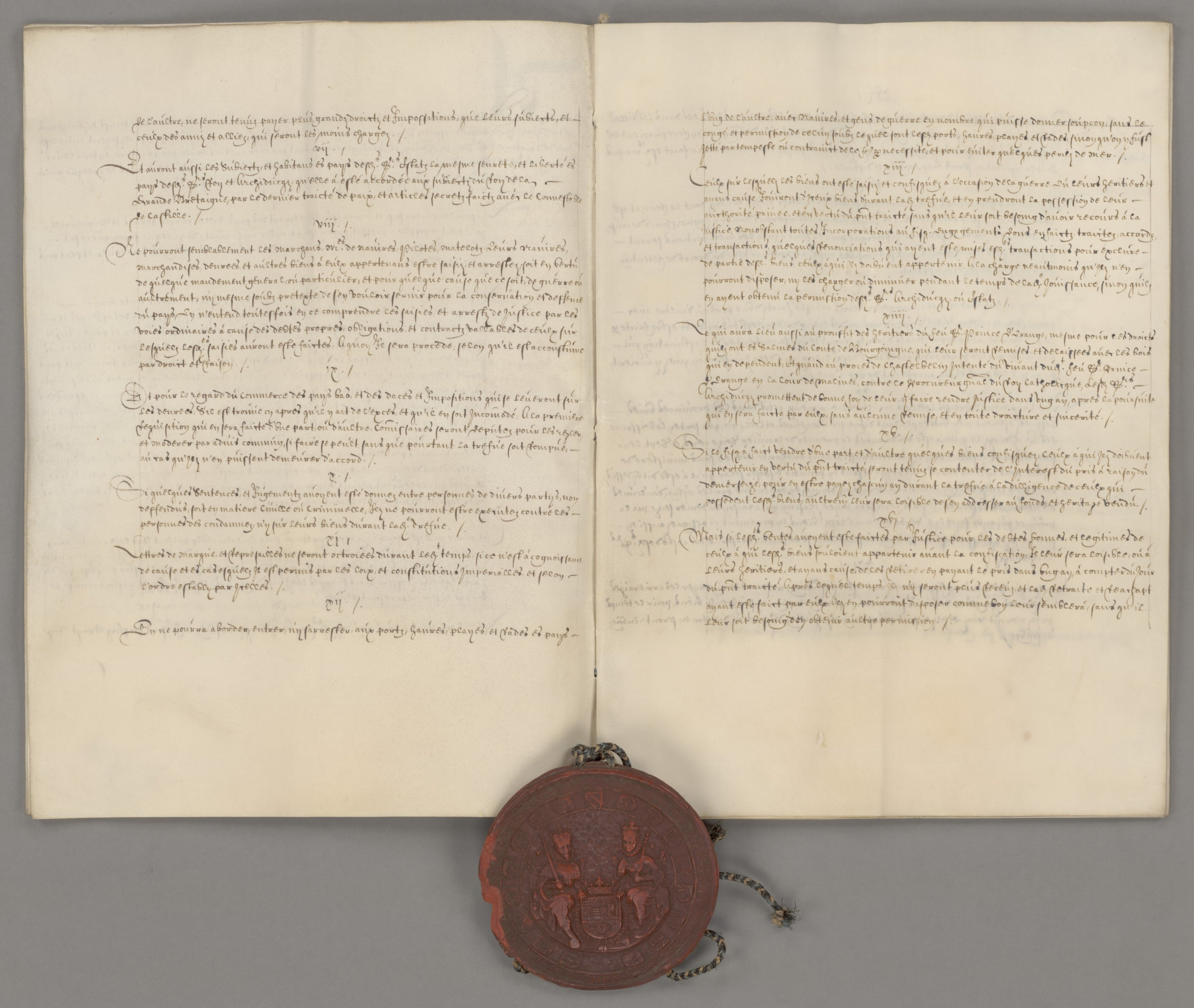
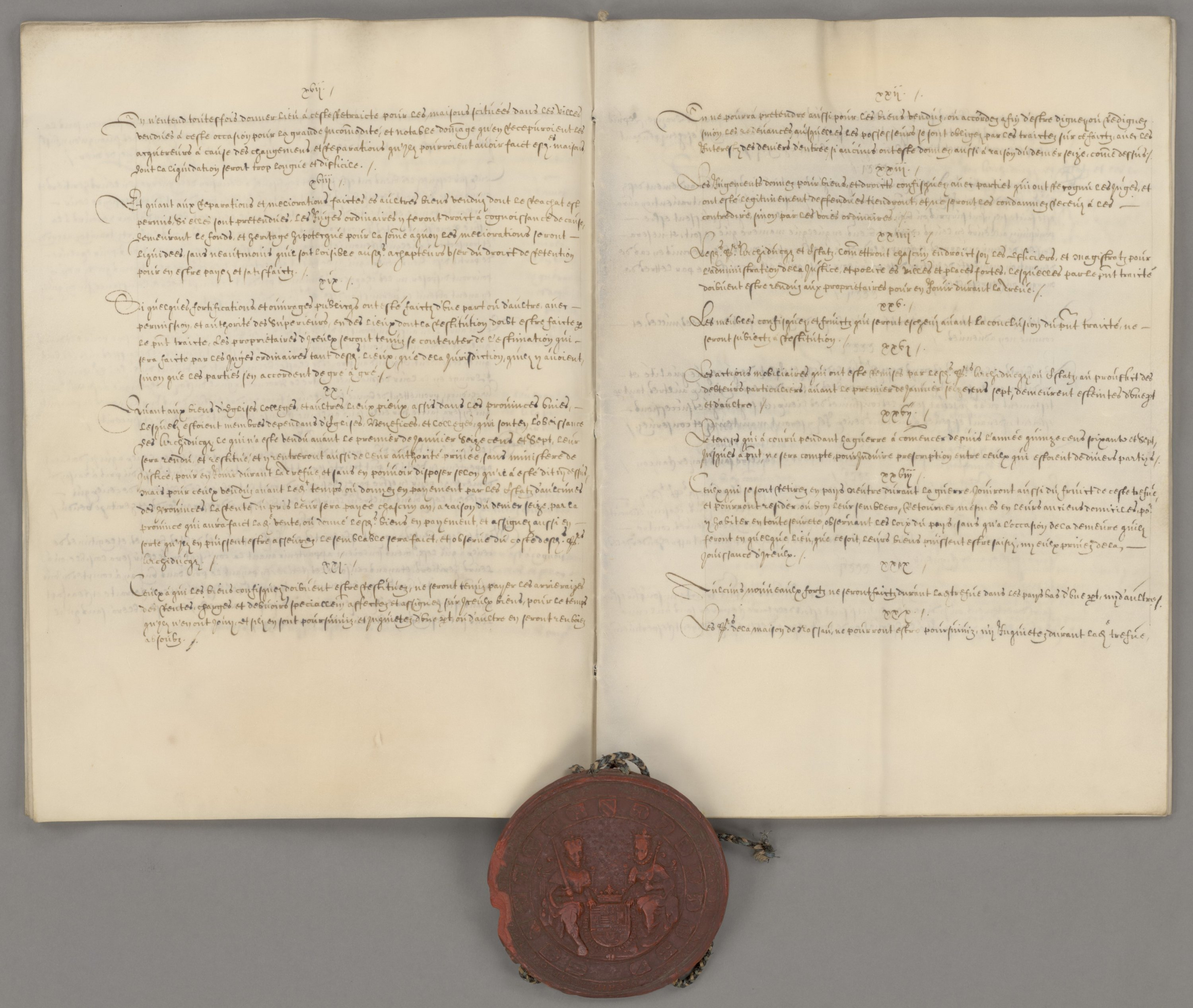
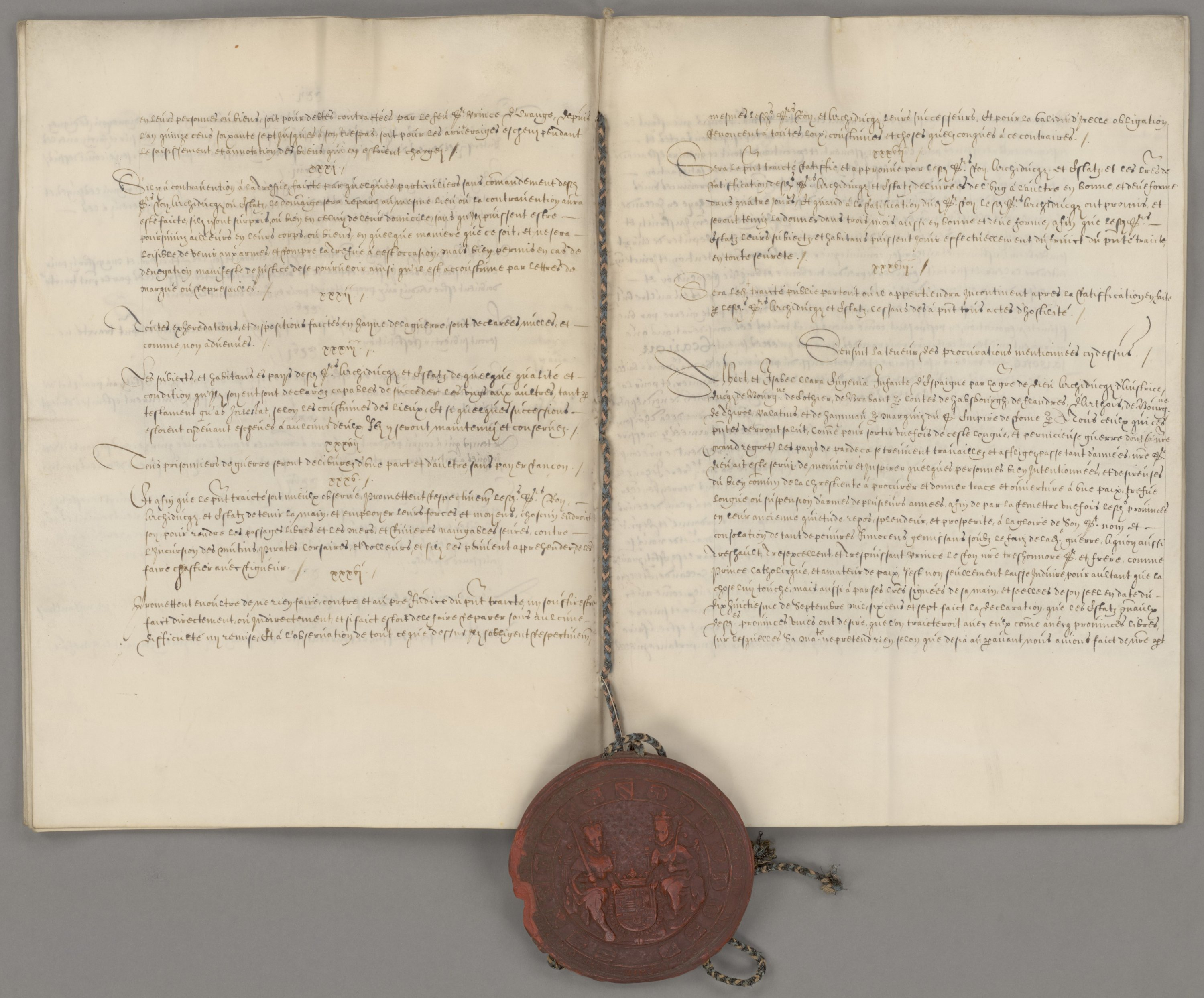
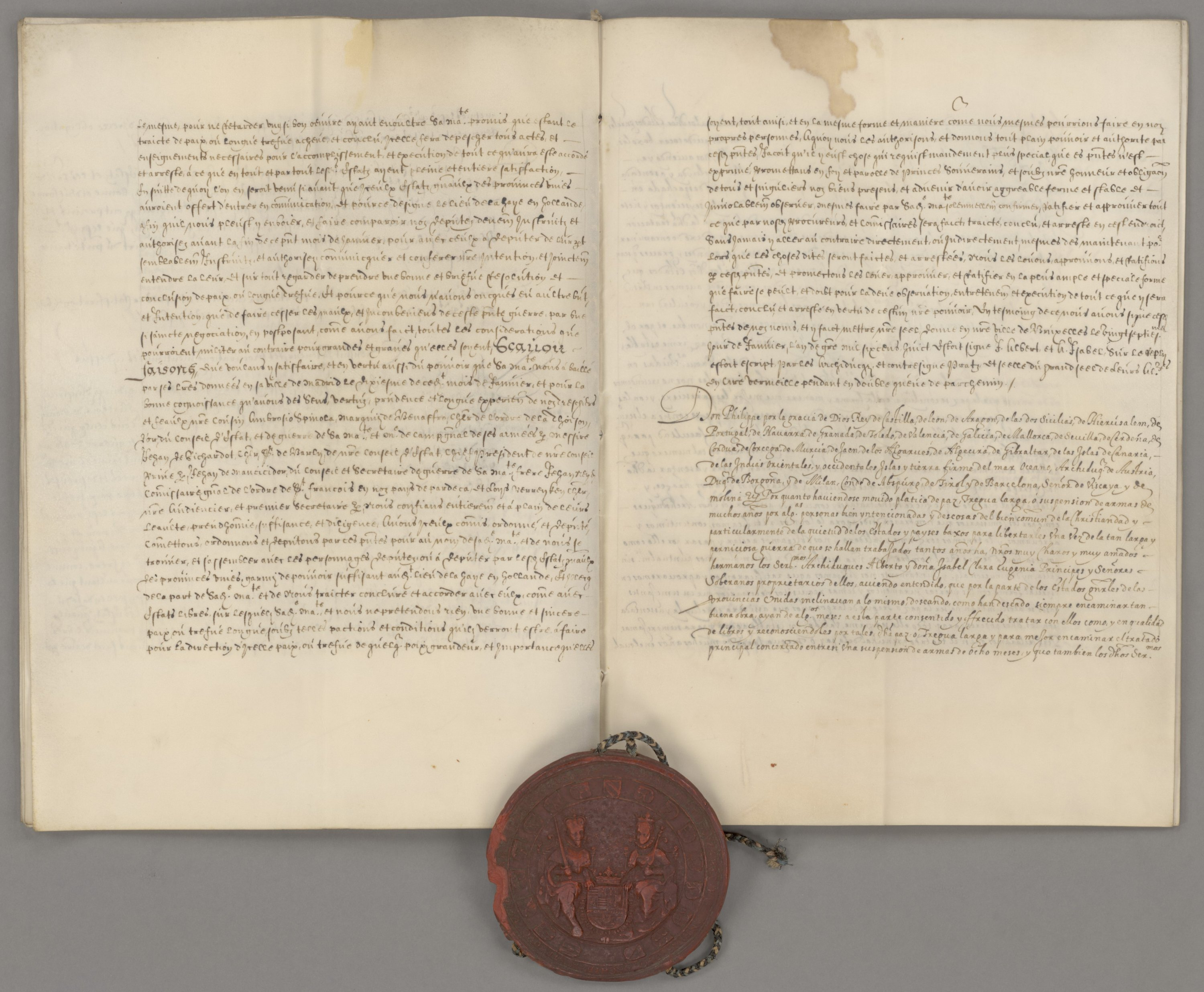
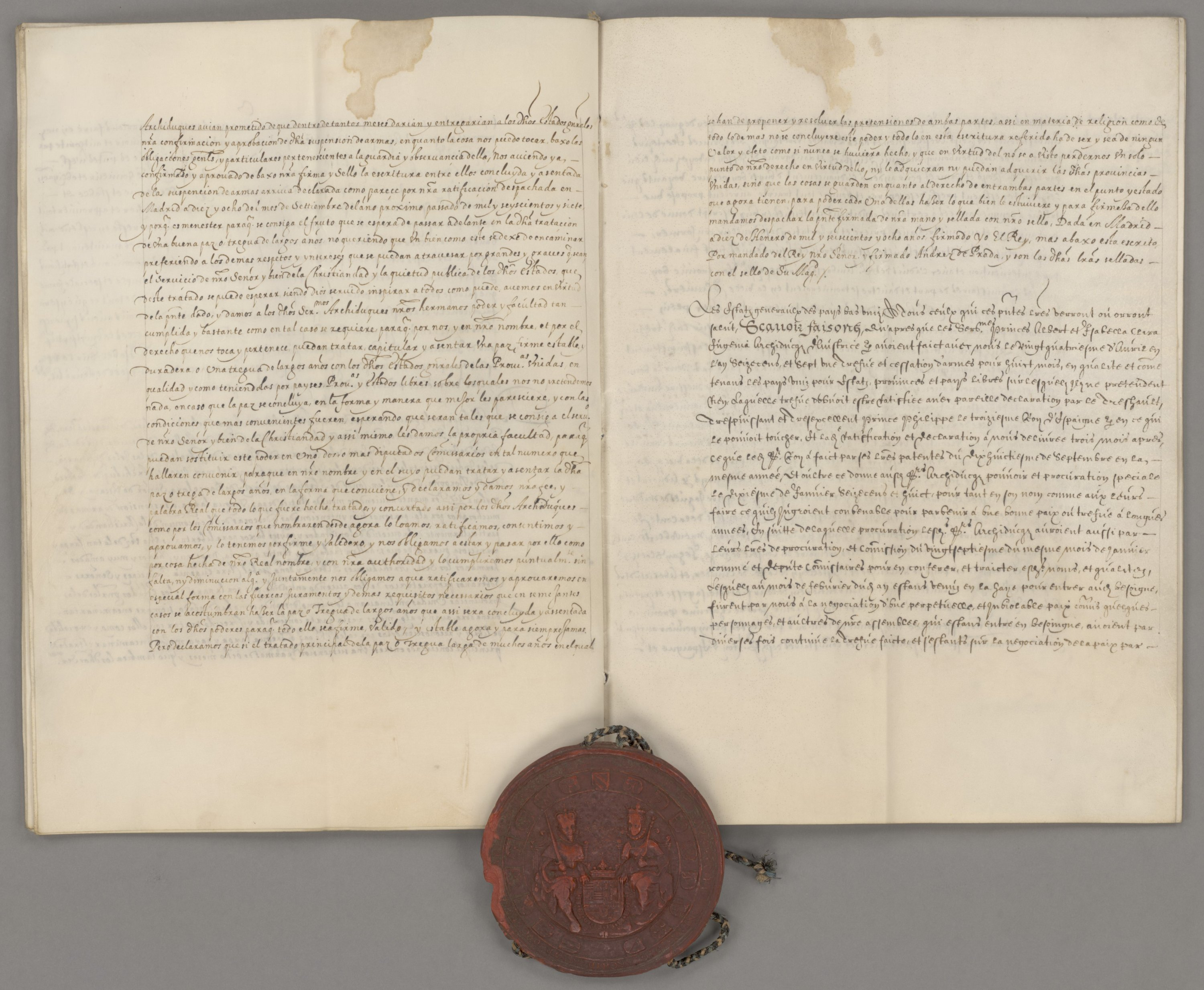
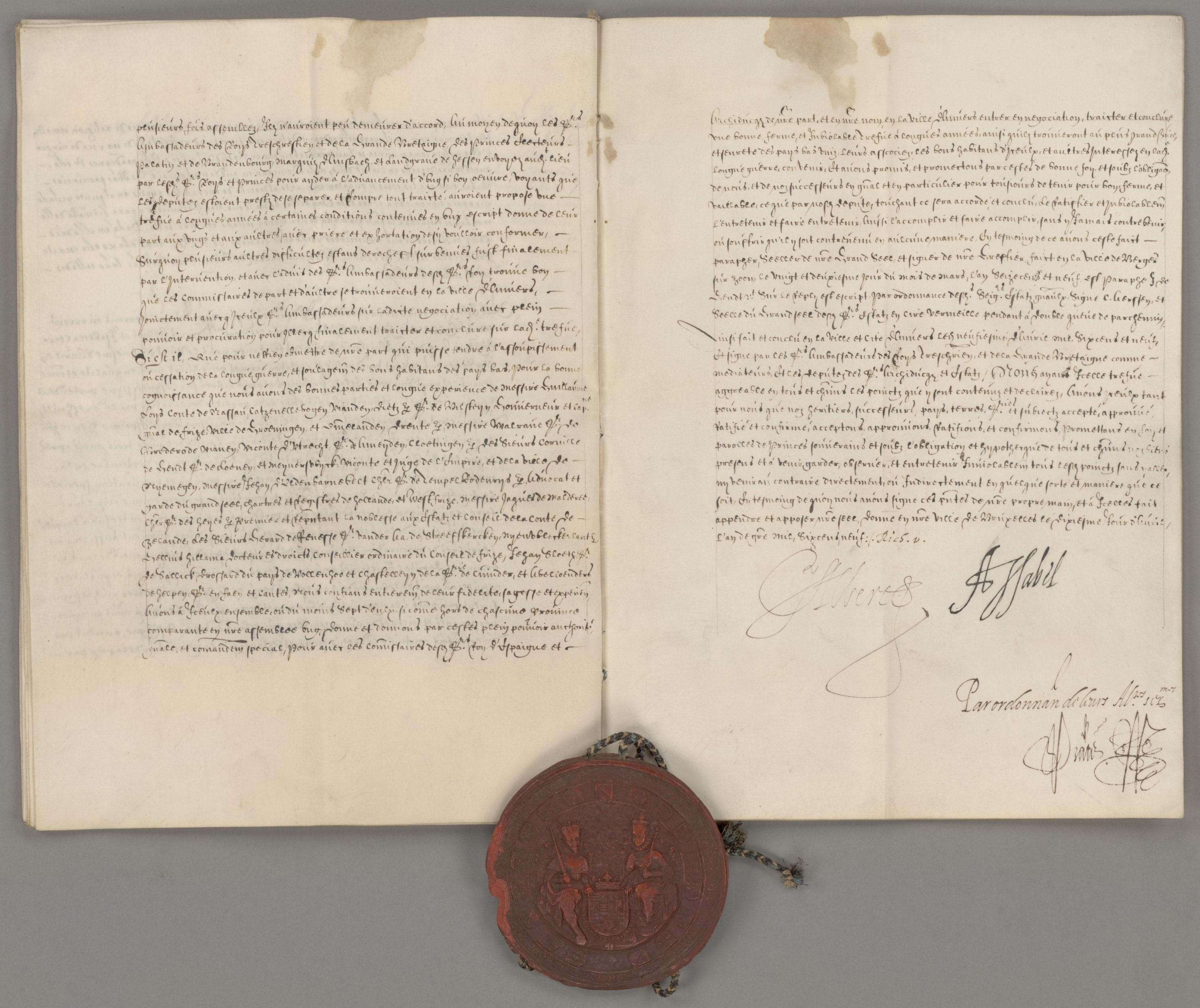